# Dichaea
Dichaea – rodzaj roślin z rodziny storczykowatych (Orchidaceae). Obejmuje 127 gatunków występujących w Ameryce Południowej i Środkowej w takich krajach i regionach jak: Belize, Boliwia, Brazylia, Kolumbia, Dominikana, Ekwador, Salwador, Gujana Francuska, Gwatemala, Gujana, Haiti, Honduras, Jamajka, Meksyk, Nikaragua, Panama, Peru, Portoryko, Kostaryka, Kuba, Surinam, Trynidad i Tobago, Wenezuela, Wyspy Nawietrzne.

## Systematyka
Rodzaj sklasyfikowany do podplemienia Zygopetalinae w plemieniu Cymbidieae, podrodzina epidendronowe (Epidendroideae), rodzina storczykowate (Orchidaceae), rząd szparagowce (Asparagales) w obrębie roślin jednoliściennych.
Wykaz gatunków
- Dichaea acroblephara Schltr.
- Dichaea acuminata Schltr.
- Dichaea alcantarae D.E.Benn. & Christenson
- Dichaea alinae Szlach.
- Dichaea amazonica Pupulin
- Dichaea amparoana Schltr.
- Dichaea anchorifera Cogn.
- Dichaea ancoraelabia C.Schweinf.
- Dichaea anguina Schltr.
- Dichaea angustifolia H.G.Jones
- Dichaea angustisegmenta Dodson
- Dichaea antioquiensis Kraenzl.
- Dichaea auriculata Pupulin & Karremans
- Dichaea benzingii Dodson
- Dichaea boliviana T.Hashim.
- Dichaea bonplandiana H.Medina, J.Portilla & Hirtz
- Dichaea brachyphylla Rchb.f.
- Dichaea bragae Valsko, Krahl & A.S.S.Holanda
- Dichaea brevicaulis Cogn.
- Dichaea bryophila Rchb.f.
- Dichaea buchtienii Schltr.
- Dichaea cachacoensis Dodson
- Dichaea calyculata Poepp. & Endl.
- Dichaea camaridioides Schltr.
- Dichaea campanulata C.Schweinf.
- Dichaea caquetana Schltr.
- Dichaea chasei Dodson
- Dichaea chiquindensis Kraenzl.
- Dichaea ciliolata Rolfe
- Dichaea cleistogama Dodson
- Dichaea cogniauxiana Schltr.
- Dichaea cornuta S.Moore
- Dichaea costaricensis Schltr.
- Dichaea cryptarrhena Rchb.f. ex Kraenzl.
- Dichaea dammeriana Kraenzl.
- Dichaea delcastilloi D.E.Benn. & Christenson
- Dichaea diminuta Krahl, Valsko & Holanda
- Dichaea dressleri Folsom
- Dichaea eburnea (Dressler & Pupulin) Endrés ex Pupulin
- Dichaea ecuadorensis Schltr.
- Dichaea elianae Xim.Bols.
- Dichaea eligulata Folsom
- Dichaea elliptica Dressler & Folsom
- Dichaea elvirae Pupulin
- Dichaea escobariana Dodson
- Dichaea filiarum Pupulin
- Dichaea fragrantissima Folsom
- Dichaea fusca Valsko, Holanda & Krahl
- Dichaea galeata Dodson
- Dichaea glauca (Sw.) Lindl.
- Dichaea globosa Dressler & Pupulin
- Dichaea gomez-lauritoi Pupulin
- Dichaea gorgonensis Rchb.f.
- Dichaea gracillima C.Schweinf.
- Dichaea graminoides (Sw.) Lindl.
- Dichaea hamata Rolfe ex Stapf
- Dichaea hirtzii Dodson
- Dichaea histrio Rchb.f.
- Dichaea hollinensis Dodson
- Dichaea humilis Cogn.
- Dichaea hutchisonii D.E.Benn. & Christenson
- Dichaea hystricina Rchb.f.
- Dichaea integrilabia Valsko, Krahl & Chiron
- Dichaea intermedia Ames & Correll
- Dichaea kegelii Rchb.f.
- Dichaea lagotis Rchb.f.
- Dichaea lankesteri Ames
- Dichaea latifolia Lindl.
- Dichaea laxa (Ruiz & Pav.) Poepp. & Endl.
- Dichaea lehmanniana Kraenzl.
- Dichaea lehmannii Schltr.
- Dichaea longa Schltr.
- Dichaea longipedunculata D.E.Benn. & Christenson
- Dichaea luerorum Dodson
- Dichaea mattogrossensis Brade
- Dichaea melunae Archila & Chiron
- Dichaea moritzii Rchb.f.
- Dichaea moronensis Dodson
- Dichaea morrisii Fawc. & Rendle
- Dichaea mosenii Rchb.f.
- Dichaea muricatoides Hamer & Garay
- Dichaea muyuyacensis Dodson
- Dichaea neglecta Schltr.
- Dichaea obovatipetala Folsom
- Dichaea ochracea Lindl.
- Dichaea oxyglossa Schltr.
- Dichaea panamensis Lindl.
- Dichaea pendula (Aubl.) Cogn.
- Dichaea peruviensis D.E.Benn. & Christenson
- Dichaea picta Rchb.f.
- Dichaea poicillantha Schltr.
- Dichaea potamophila Folsom
- Dichaea powellii Schltr.
- Dichaea pseudohystricina Pupulin & Neubig
- Dichaea pumila Barb.Rodr.
- Dichaea rendlei Gleason
- Dichaea retroflexa Kraenzl.
- Dichaea retroflexiligula Folsom
- Dichaea richii Dodson
- Dichaea riopalenquensis Dodson
- Dichaea rodriguesii Pabst
- Dichaea rubroviolacea Dodson
- Dichaea saraca-taquerensis Campacci & J.B.F.Silva
- Dichaea sarapiquinsis Folsom
- Dichaea selaginella Schltr.
- Dichaea similis Schltr.
- Dichaea sodiroi Schltr.
- Dichaea splitgerberi Rchb.f.
- Dichaea squarrosa Lindl.
- Dichaea stenophylla Schltr.
- Dichaea suarezii Dodson
- Dichaea superba Pupulin
- Dichaea tachirensis G.A.Romero & Carnevali
- Dichaea tamboensis Dodson
- Dichaea tenuifolia Schltr.
- Dichaea tenuis C.Schweinf.
- Dichaea trichocarpa (Sw.) Lindl.
- Dichaea trinitensis Gleason
- Dichaea trulla Rchb.f.
- Dichaea tuerckheimii Schltr.
- Dichaea tunguraguae Kraenzl.
- Dichaea vaginata Rchb.f.
- Dichaea venezuelensis Carnevali & I.Ramírez
- Dichaea violacea Folsom
- Dichaea virginalis Sambin & Chiron
- Dichaea viridula Pupulin
- Dichaea weigeltii Rchb.f.